# Clube Atlético Lençoense/Bariri
Clube Atlético Lençoense, mais conhecido como CAL, é um clube brasileiro de futebol da cidade de Lençóis Paulista, no interior do estado de São Paulo. Fundado em 16 de dezembro de 1943, em Lençóis Paulista, sob o nome de Clube Atlético Lençoense, mudou-se em 2009 para Bariri, por problemas políticos com a prefeitura de sua cidade natal, voltando para cidade natal em 2017. Suas cores são preto e branco. Em 2010, licenciou-se da Série B (Quarta Divisão) do Campeonato Paulista.
Foi o clube que revelou o goleiro Marcos. Em 1990, o futuro campeão mundial com a Seleção Brasileira na Copa de 2002 sairia do Lençoense para se consagrar como jogador profissional no Palmeiras. Também surgiu, neste mesmo clube, o bicampeão mundial Didi.
Em 2016, um grupo de jogadores e torcedores apaixonados pelo CAL - Clube Atlético Lençoense resolveu fundar o CAL - Clube Atletic Lençoense, um time amador que utilizará o nome, as cores branca e preta e um logo parecidos com o do antigo clube (porém, não são idênticos). Deste modo, o clube já ganhou a simpatia dos moradores locais, já que a cidade de Lençóis estava sem um clube que leva o nome do município há anos, devido a uma sucessão de erros da antiga "diretoria".
Em 2025, o Lençoense retomou as atividades depois de 13 anos parado. Com uma nova gestão, o clube de Lençóis Paulista, reabriu suas portas pela primeira vez desde o encerramento, em 2012. O foco principal do time, pelo menos neste primeiro momento, será a formação de jogadores nas categorias de base. Para a retomada das atividades e a reestruturação, o time organizou uma peneira para crianças e adolescentes a partir de 12 anos, que foram selecionados para compor a equipe da base.

## Títulos
| Estaduais                      | Estaduais | Estaduais  |
| Competição                     | Títulos   | Temporadas |
| ------------------------------ | --------- | ---------- |
| Campeonato Paulista - Série A3 | 1         | 1983       |

- Escudo Do Clube Atlético LençoenseCampanhas de destaque:

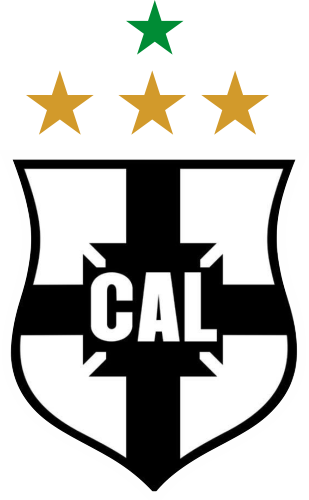
Escudo Do Clube Atlético Lençoense

- Vice-Campeonato Paulista - Série B2: 1999.

## Estatísticas

### Participações
| Competição         | Temporadas | Melhor campanha     | Anos                                     | A | R |
| Série A2           | 6          | 4º colocado (1988)  | 1984, 1986-1988 e 1990-1991              | – | 1 |
| Série A3           | 7          | Campeão (1983)      | 1958, 1961, 1981-1983 e 1992-1993        | 1 | 1 |
| Segunda Divisão    | 8          | Sem dados           | 1960, 1966, 2000, 2005-2007, 2009 e 2011 | 1 | 1 |
| Série B2 (extinta) | 8          | Vice-campeão (1999) | 1995-1996, 1998-1999 e 2001-2004         | 1 | – |